# Pocé-les-Bois
Pocé-les-Bois är en kommun i departementet Ille-et-Vilaine i regionen Bretagne i nordvästra Frankrike. Kommunen ligger i kantonen Vitré-Ouest som tillhör arrondissementet Fougères-Vitré. År 2022 hade Pocé-les-Bois 1 317 invånare.

## Befolkningsutveckling
Antalet invånare i kommunen Pocé-les-Bois
Referens:INSEE